# بيفرلي جو سكوت
بيفرلي جو سكوت (بالإنجليزية: Beverly Jo Scott)‏ هي مغنية مؤلفة أمريكية، ولدت في 15 مايو 1959 في ديير بارك في الولايات المتحدة.

## وصلات خارجية
- الموقع الرسمي
- بيفرلي جو سكوت على موقع ميوزك برينز (الإنجليزية)
- بيفرلي جو سكوت على موقع أول ميوزيك (الإنجليزية)
- بيفرلي جو سكوت على موقع ديسكوغز (الإنجليزية)